# Kaypro
Kaypro Corporation, communément appelé Kaypro, est un ancien fabricant américain d'ordinateurs personnels.
Kaypro a produit une gamme d'ordinateurs sous Control Program/Monitor vendus avec des logiciels et est rapidement devenu une des entreprises les plus notables du secteur au début des années 1980. 